# Ambasada Kambodży w Berlinie
Królewska Ambasada Kambodży w Berlinie (niem. Kambodschanische Botschaft in Berlin) – misja dyplomatyczna Królestwa Kambodży w Republice Federalnej Niemiec.
Ambasador Królestwa Kambodży w Berlinie oprócz Republiki Federalnej Niemiec akredytowany jest również w Republice Chorwacji, Republice Czeskiej, Rzeczypospolitej Polskiej, Republice Słowackiej, Republice Słowenii, Węgrzech oraz na Ukrainie.

## Historia
Kambodża nawiązała stosunki dyplomatyczne z Republiką Federalną Niemiec 19 lutego 1964. 18 lipca 1968 listy uwierzytelniające złożył pierwszy ambasador Kambodży w Bonn. Jednak już w kolejnym roku rząd kambodżański postanowił zmienić swoją politykę względem Niemiec i 8 maja 1969 nawiązał stosunki dyplomatyczne z Niemiecką Republiką Demokratyczną, zrywając 11 czerwca 1969 stosunki dyplomatyczne z RFN.
12 lutego 1970 listy uwierzytelniające złożył pierwszy ambasador Kambodży w NRD. Ambasada Kambodży w Berlinie (Wschodnim) działała z przerwami do zjednoczenia Niemiec. Natomiast za interesy khmerskie w RFN odpowiadała ambasada Węgier w Bonn. 3 października 1993 przywrócono stosunki dyplomatyczne z RFN. 23 września 1994 listy uwierzytelniające złożył pierwszy od lat 60. ambasador Kambodży w RFN.
Od 2008 ambasada Kambodży w Berlinie odpowiada także za stosunki z Polską.